# Orkaan Andrew
Orkaan Andrew was een tropische cycloon die op 16 augustus 1992 ontstond uit een tropische golf.

## Ontstaan en ontwikkeling
Tropische depressie 3 ontstond op 16 augustus uit een tropische onweersstoring, die op 14 augustus was vertrokken van de Afrikaanse kust. Deze trok verder naar het westnoordwesten en werd ten zuidwesten van de archipel Kaapverdië gepromoveerd tot tropische storm Andrew. Daarmee was Andrew een orkaan van het Kaapverdische type. Daarna kreeg Andrew te maken met een trog van lage druk in de bovenlagen van de atmosfeer, die zodanig aan Andrews structuur trok, dat Andrew op 20 augustus bijna desintegreerde. De dag daarna kwam Andrew halverwege Puerto Rico en Bermuda terecht. Daar draaide Andrew naar het westen en de omstandigheden waren veel gunstiger voor verdere ontwikkeling. Op 21 augustus promoveerde Andrew tot orkaan en de volgende dag erna de vijfde categorie. Op 23 augustus bereikte Andrew zijn hoogtepunt met windsnelheden van 280 km/h en een luchtdruk van 922 mbar.
Op dat moment was Andrew erg klein, het veld met stormwinden van windkracht 8 of meer strekte zich slechts uit tot 150 km buiten het centrum (Andrew was dus zo'n 300 km in doorsnee). Andrew landde op twee eilanden van de Bahama's, maar na de tweede landing degradeerde Andrew tijdelijk naar de vierde categorie. Tussen Florida en de Bahama's kwam Andrew boven warm zeewater en bereikte opnieuw de vijfde categorie. Op 24 augustus landde Andrew met windsnelheden van 265 km/h en een druk van 922 mbar in het zuiden van Florida. Andrew trok over Florida, de Golf van Mexico binnen als orkaan van de vierde categorie. Andrew draaide naar het noorden richting de staat Louisiana. Op 26 augustus landde Andrew als orkaan van de derde categorie nabij Morgan City in Louisiana. Daar draaide Andrew naar het noordoosten en verzwakte.
Andrew werd ten slotte opgenomen door een frontaal systeem boven Tennessee. Oorspronkelijk werd Andrew geclassificeerd als orkaan van de vierde categorie. Het duurde meer dan 10 jaar voordat na uitvoerige reconstructie Andrew werd opgewaardeerd tot de zwaarste categorie. Tot Katrina was Andrew op twee na de orkaan met de laagste luchtdruk bij landing in de Verenigde Staten. Andrew was de kostbaarste orkaan tot de komst van Katrina in 2005. Ook bij Andrew klaagden de slachtoffers dat de hulpverlening maar langzaam op gang kwam. Andrew eiste 26 levens en veroorzaakte een schade van $26.500.000.000,-.